# 와서
와서(瓦署)는 조선시대 기와와 벽돌의 제작을 맡던 관청이다. 설치된 시기는 명확하지 않으나 개국 초에 설치된 동서요(東西窯)를 시초로 본다. 일반에게 기와를 매매하기도 하였다. 1882년 폐지되었다.